# Budova kosovského parlamentu

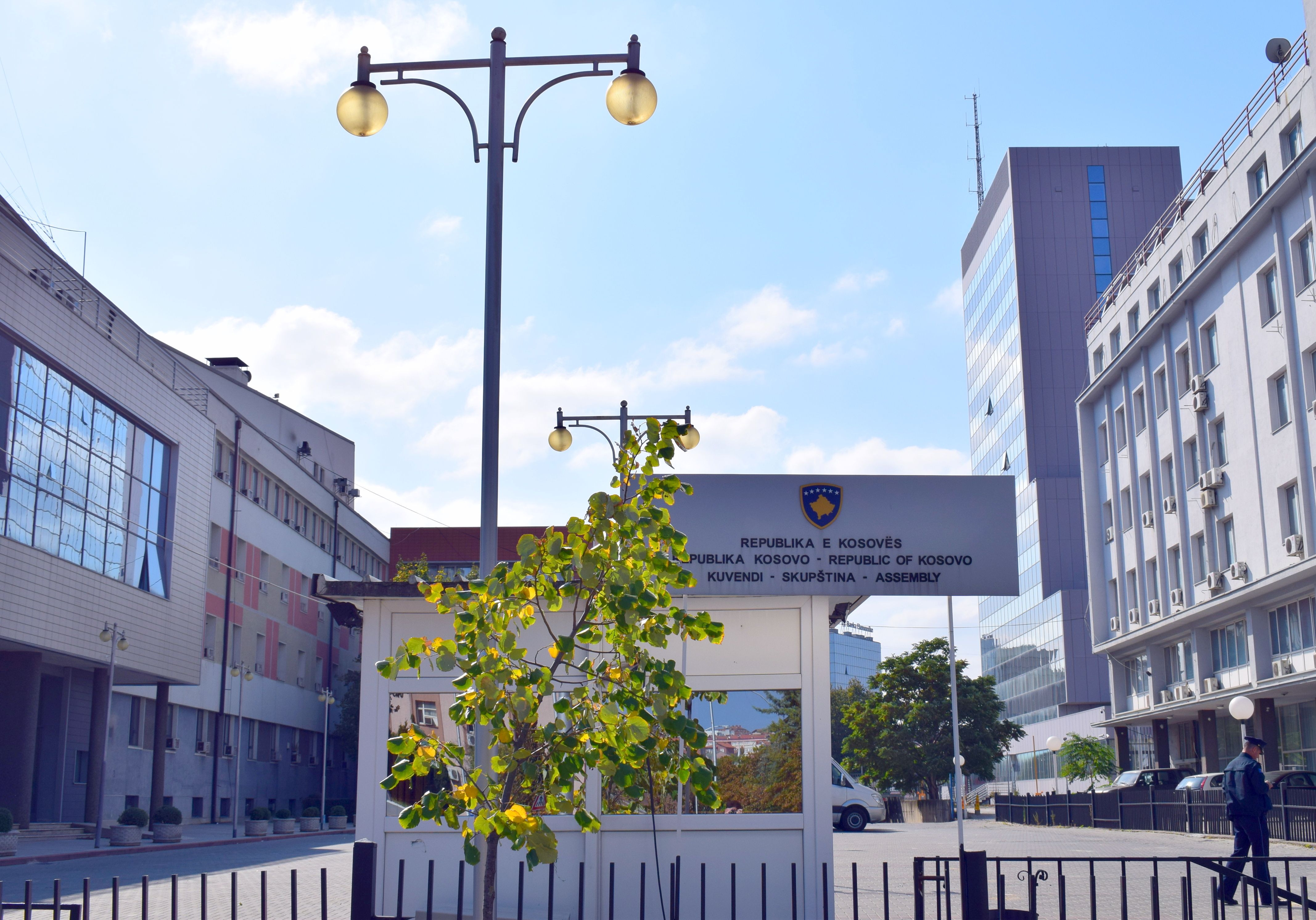
Vstup do budovy parlamentu.

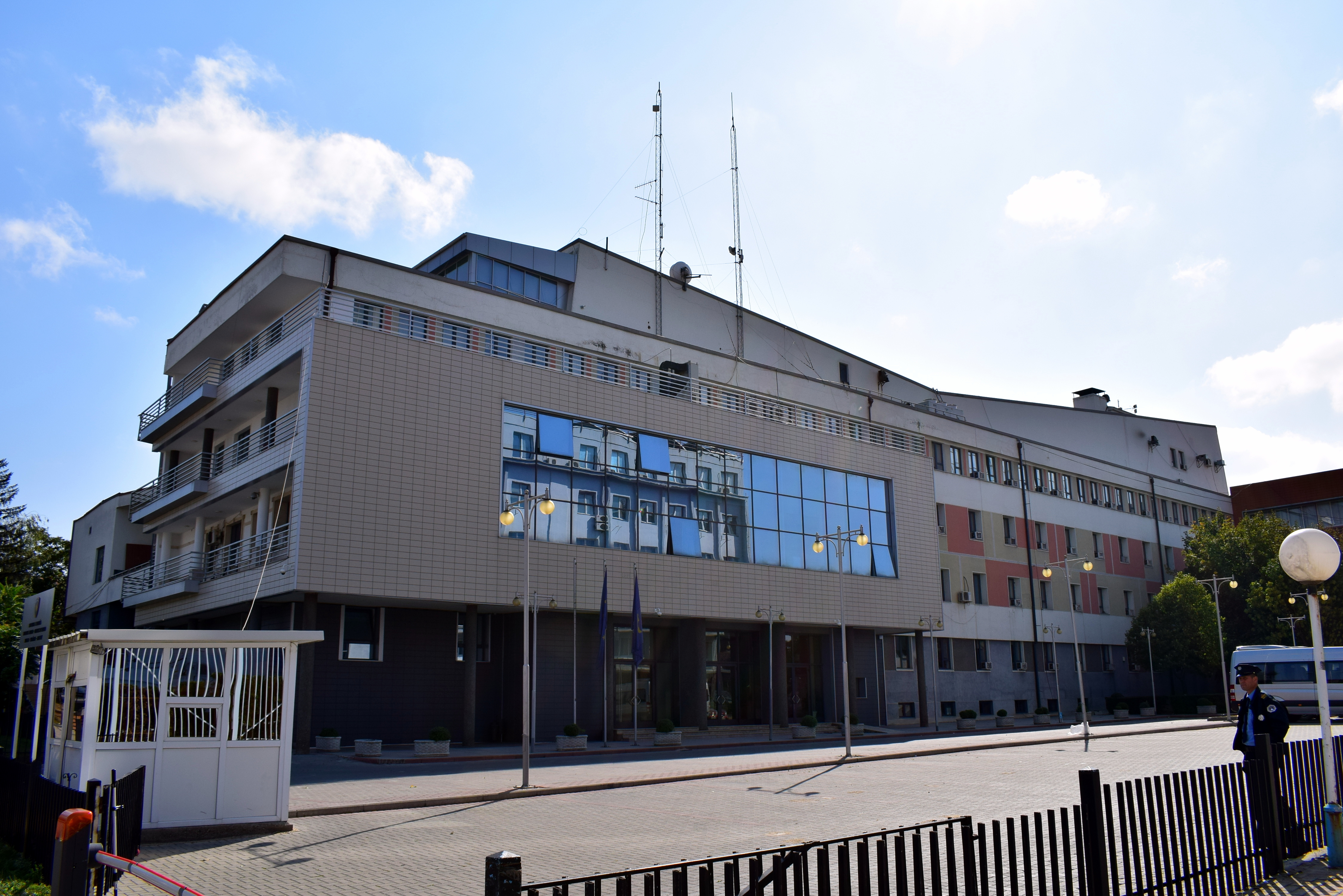
Pohled na budovu parlamentu.

Budova kosovského parlamentu se nachází v centru hlavního města Kosova, Prištiny, u třídy Agim Ramadani, v blízkosti náměstí Adema Jashariho.

## Historie
Správní budova byla navržena pro Prištinu hned po skončení druhé světové války, vznikla na místě, kde stála původně synagoga. Modernistickou stavbu inspirovanou lidovou architekturou navrhl bělehradský architekt Bogdan Nestorović v roce 1948. Dominantním prvkem původně velkolepé budovy byla věž s nápadnou střechou umístěná v jejím rohu. Stavební provedení objektu však nebylo kvalitní, budova nebyla pozitivně přijata místním obyvatelstvem v rámci modernizace města v 50. letech 20. století a po určité době i přestala dostačovat potřebám rostoucí metropole autonomní oblasti.
V roce 1960 bylo rozhodnuto o komplexní přestavbě objektu, která byla svěřena Juraji Neidhardtovi ze Sarajeva. Ten ve svém návrhu přestavby odstranil inspiraci lidovou tvorbou Kosova a namísto toho navrhl modernistický palác, inspirovaný myšlenkami švýcarského architekta Le Corbusiera. Pro zlepšení prostupnosti okolí stavby byla její část umístěna na sloupech, zcela byla pozměněna střecha. V průčelí byla umístěna rozměrná okna, stavba byla obložena mramorem. Budova měla být symbolem nového Kosova, které (stejně jako přestavba centra Prištiny) mělo symbolizovat příklon k myšlenkám modernismu.
V budově sídlila kromě parlamentu i Výkonná rada Kosova (oblastní vláda).
Budova byla během války v Kosovu těžce poškozená. Po skončení konfliktu byla obnovena a po nějakou dobu v ní sídlila správa UNMIK. V současné době zde sídlí jednokomorový kosovský parlament. Původní vzhled budovy byl podstatným způsobem změněn.